# Musée du pétrole de Merkwiller-Pechelbronn
Le Musée français du pétrole est situé sur la commune de Merkwiller-Pechelbronn, dans la circonscription administrative du Bas-Rhin et, depuis le 1er janvier 2021, dans le territoire de la Collectivité européenne d'Alsace, en région Grand Est.
Il présente la géologie, l'énergie et les évolutions des techniques d'extraction du pétrole et toute l'histoire de Pechelbronn, le premier site d’exploitation du pétrole en Europe, du XVe siècle jusqu'à la fermeture de la raffinerie en 1970 (musée et parc technologique),.

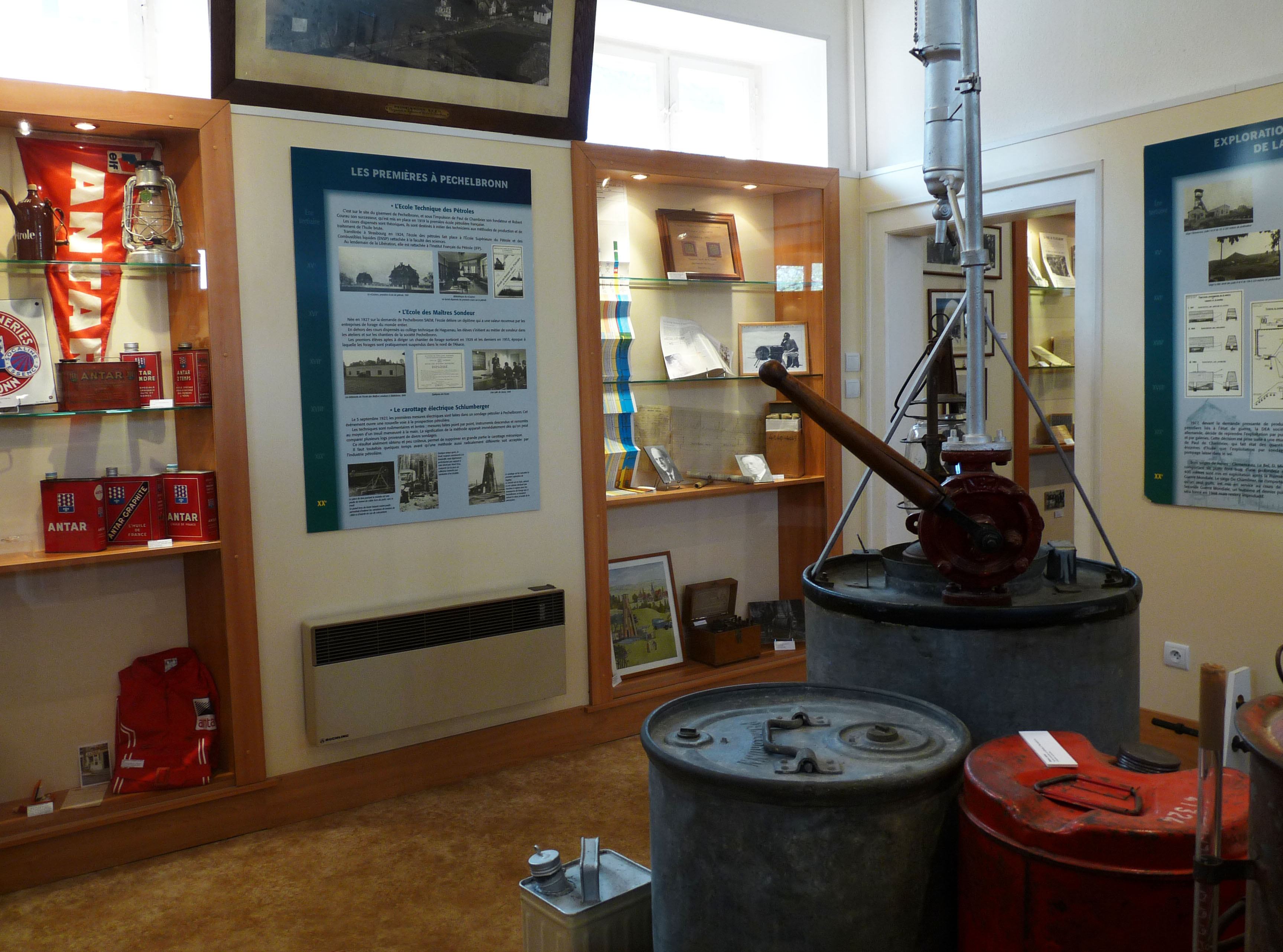
Musée français du pétrole à Merkwiller-Pechelbronn.
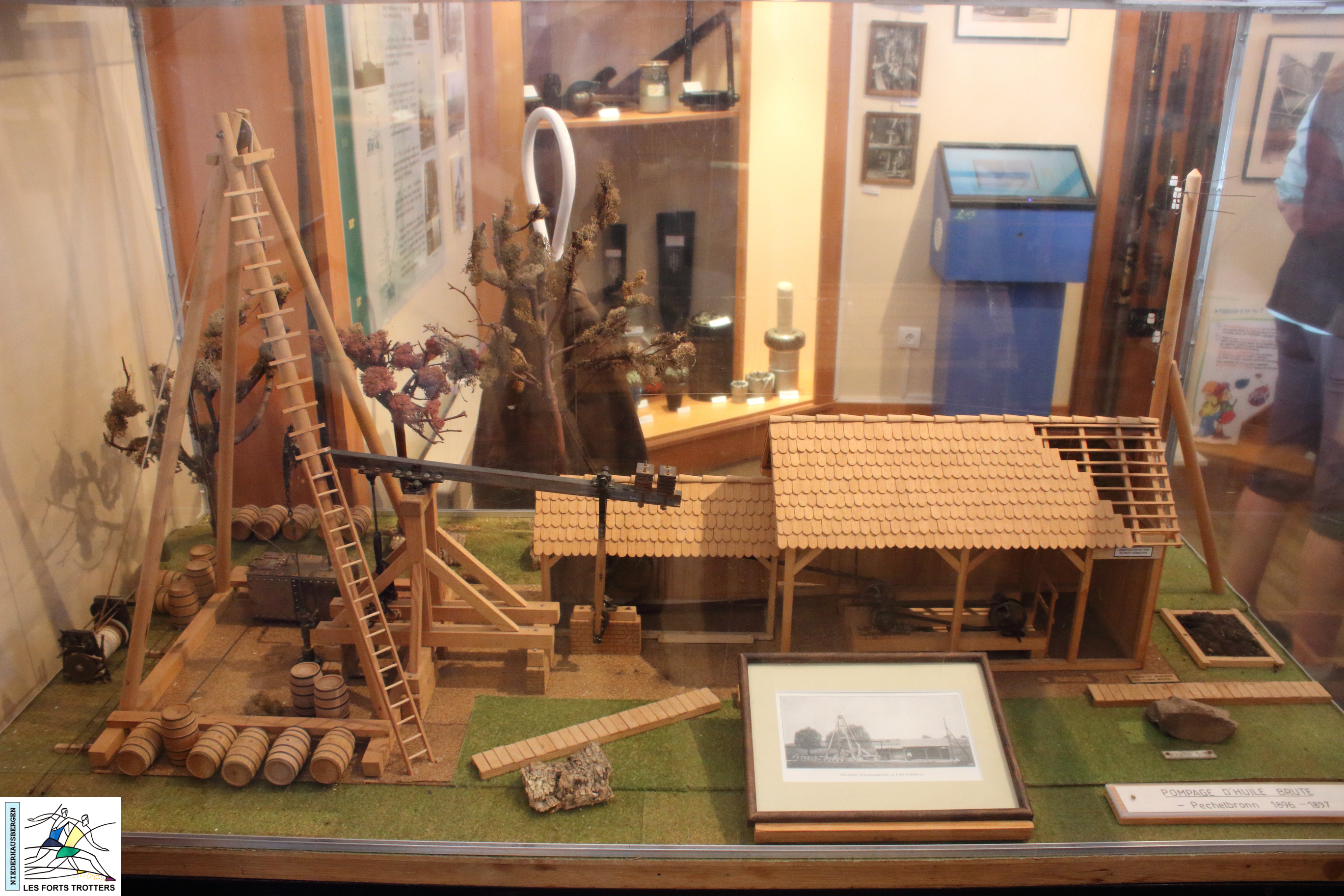
Les FT[Quoi ?] à Pechelbronn[3].

Le musée se trouve dans le parc naturel régional des Vosges du Nord qui en comporte dix autres, fonctionnant en réseau.

## Antar

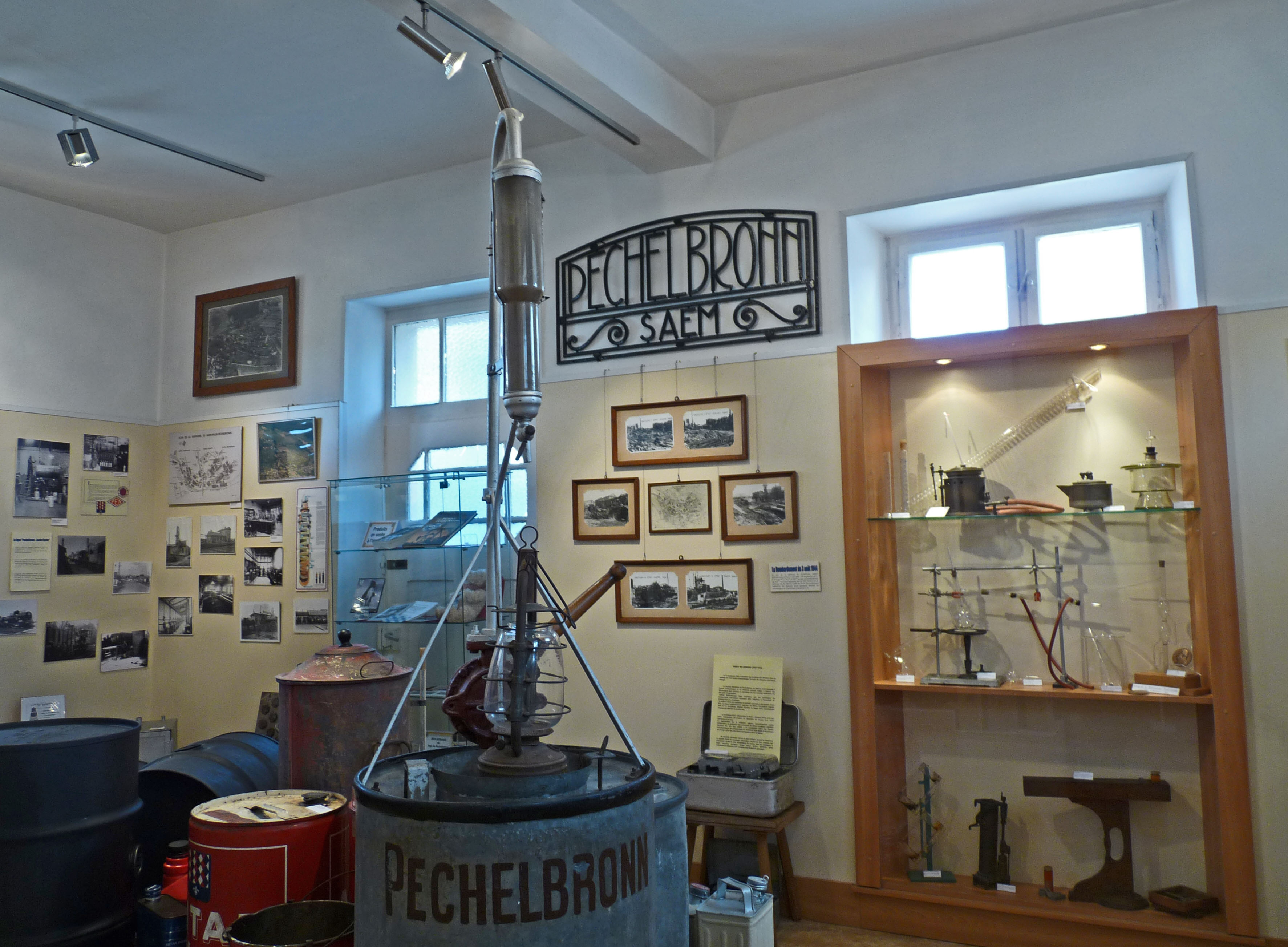
Vue panoramique.

La Société des Huiles Antar (S.H.A.) est constituée en 1927 afin de distribuer des lubrifiants fabriqués par Pechelbronn. Les frères Schlumberger réalisent une première mondiale au site de Pechelbronn : la prospection électrique.